# Katterat
Katterat (Noord-Samisch: Gátterčohkka) is een plaatsaanduiding binnen de Noorse gemeente Narvik. De plaats wordt gevormd door een halteplaats (sinds 1902, ook wel Hundsdalen genoemd) aan de Noors/Zweeds Ertsspoorlijn, respectievelijk Ofotbanen en Malmbanan genoemd. De plaats dankt zijn naam aan het meer Katteratvatnet, op de grens met Zweden.